# 巴亚克巴克
巴亚克巴克（英語：Bāyakbāk），突厥人，生卒年不详，阿拔斯王朝官员，突伦王朝建立者艾哈迈德·伊本·突伦的继父。曾获得由哈里发穆阿台兹赏赐的位于埃及的大片封地。巴亚克巴克将对封地的有限管理权交由艾哈迈德·伊本·突伦。在巴亚克巴克被哈里发穆赫塔迪下令杀死后，哈迈德·伊本·突伦完全接管了封地并在之后建立了突伦王朝。